# Euploea masbatensis
Euploea masbatensis är en fjärilsart som beskrevs av Schröder och Colin G.Treadaway 1978. Euploea masbatensis ingår i släktet Euploea och familjen praktfjärilar. Inga underarter finns listade i Catalogue of Life.